# Walter Bagehot
Walter Bagehot (3 de febrer de 1826, Langport, Somerset - Langport, 24 de març de 1877) va ser un periodista, politòleg i economista anglès.
Mentre treballava al banc del seu oncle, havia escrit diversos assaigs de ploma i articles sobre economia que el van portar a participar en The Economist. Va ser editor d'aquesta publicació des de 1860 i va ajudar a fer-la una de les principals empreses del món dedicades al periodisme polític.

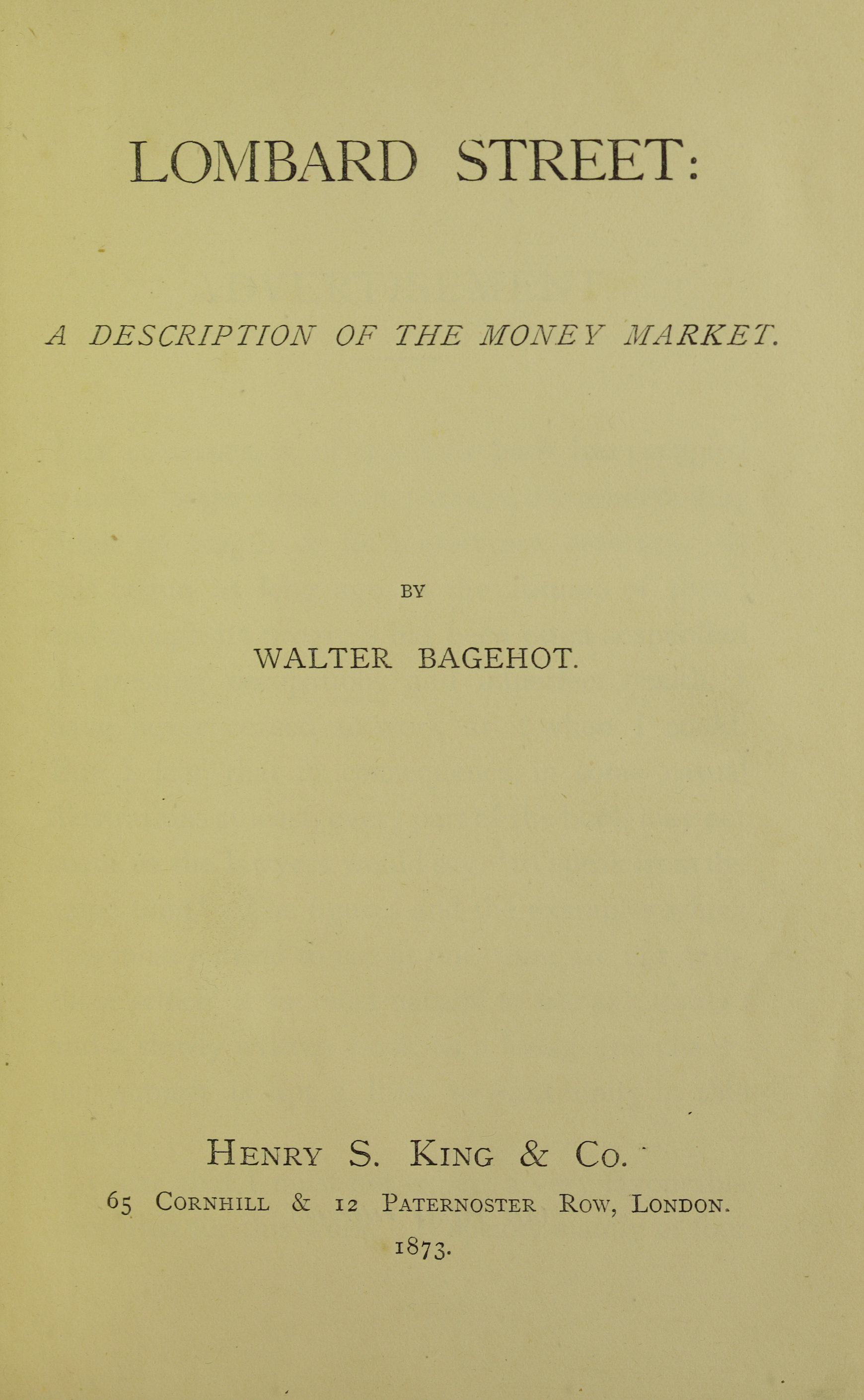
Lombard Street, 1873

El seu conegut llibre, de 1867, The English Constitution, descriu com opera realment la forma de govern britànica darrere de la seva façana. Entre altres obres seves, podem trobar Physics and Politics, de 1872, un dels primers intents per aplicar el concepte d'evolució a les societats, i l'escrit del 1873, Lombard Street, un estudi sobre els mètodes bancaris.

## Publicacions
- Bagehot, Walter (1848). «Principles of Political Economy», The Prospective Review, Vol. 4, No. 16, pp. 460–502.
- Bagehot, Walter (1858). Estimates of Some Englishmen and Scotchmen.
- Bagehot, Walter (1867). The English Constitution.
- Bagehot, Walter (1872). Physics and Politics.
- Bagehot, Walter (1873). Lombard Street: A Description of the Money Market.
- Bagehot, Walter (1875). «A New Standard of Value», The Economist, Vol. 33, No. 1682, pp. 1361–63.
- Bagehot, Walter (1877). Some Articles on the Depreciation of Silver and on Topics Connected with It.
- Bagehot, Walter (1879). Literary Studies.
- Bagehot, Walter (1880). Economic Studies.
- Bagehot, Walter (1881). Biographical Studies.
- Bagehot, Walter (1885). The Postulates of English Political Economy.
- Bagehot, Walter (1889). The Works of Walter Bagehot.